# Schwissel
Schwissel est une commune allemande du Schleswig-Holstein, située dans l'arrondissement de Segeberg (Kreis Segeberg), à quatre kilomètres au sud de la ville de Bad Segeberg, proche de la Trave. Schwissel est la commune la moins étendue et la moins peuplée des douze communes de l'Amt Leezen dont le siège est à Leezen.